# Spinapecruris
Spinapecruris är ett släkte av kräftdjur. Spinapecruris ingår i familjen Cletodidae.
Släktet innehåller bara arten Spinapecruris curvirostris.